# Murrah ibn Ka'ab
Murrah ibn Ka'ab (Arabisch: مرة بن كعب) is een man van de Qoeraisj stam, die, zoals algemeen aangenomen wordt, in de 4e eeuw heeft geleefd. Hij was de zevende generatie voorvader van de islamitische profeet Mohammed. Hij is de recentste gemeenschappelijke voorouder van al de vier grootouders van Mohammed. 
Zijn vader was Ka’ab ibn Lu’ayy.

## De vier recentste gemeenschappelijke voorouders van Mohammed
- Abd al-Moettalib (vaderlijk grootvader van Mohammed)

Vader: Hashim ibn Abd Manaf ibn Qusay ibn Kilab ibn Murrah ibn Ka'ab
Moeder: Salma bint Amr An-Najjariya (geen nakomeling van Murrah)
- Fatimah bint Amr (vaderlijk grootmoeder van Mohammed)

Vader: Amr ibn Ae’z ibn Imran ibn Makhzum ibn Yaqza ibn Murrah ibn Ka'ab
Moeder: Sakhra bint Abd ibn Imran ibn Makhzum ibn Yaqza ibn Murrah ibn Ka'ab
- Wahb ibn 'Abd Manaf (moederlijk grootvader van Mohammed)

Vader: Abd Manaf ibn Zuhra ibn Kilab ibn Murrah ibn Ka'ab
Moeder: Atika bint a-Awqas As-Sulamiya (geen nakomeling van Murrah)
- Barra bint Abdul Uzza (moederlijk grootmoeder van Mohammed)

Vader: Abdul Uzza ibn Othman ibn Abd Addar ibn Qusay ibn Kilab ibn Murrah ibn Ka'ab
Moeder: Um Habib bint Assad ibn Abdul Uzza ibn Qusay ibn Kilab ibn Murrah ibn Ka'ab.
Het voorgeslacht van Aboe Bakr en Khalid ibn Walid komen bij Murrah ibn Ka'ab met die van Mohammed samen.